# A Adúltera da Urca
"A Adúltera da Urca" é um dos episódios da série de televisão brasileira As Cariocas, exibida pela Rede Globo entre 19 de outubro e 21 de dezembro de 2010. A série é inspirada na obra literária homônima de Sérgio Porto; este episódio, no entanto, é o único dos dez da série que não estão no livro de Porto, e foi escrito especialmente para a atriz Sônia Braga.

## Enredo
Uma vida pacata, sossegada e confortável pode ser o suficiente para muitas mulheres. Era para Júlia (Sonia Braga), uma dona de casa, esposa e funcionária exemplar; autêntica moradora da Urca. Só que Júlia acabou descobrindo que adorava uma das coisas que mais desprezava: seduzir homens que não eram seu marido.

## Elenco
| Sônia Braga Como "Júlia" |

 Em ordem alfabética
| Ator             | Personagem         |
| ---------------- | ------------------ |
| Antônio Fagundes | Oscar (Cacá)       |
| Dalton Vigh      | Giuliano           |
| Regina Duarte    | Maria Elisa (Malu) |